# گریم رول
گریم رِوِل (انگلیسی: Graeme Revell؛ زادهٔ ۲۳ اکتبر ۱۹۵۵) آهنگساز و موسیقی‌دان اهل نیوزیلند است. وی از دهه ۹۰ میلادی به بعد بیشتر ساختن موسیقی فیلم را دنبال کرده است.
از کارهای شاخص او می‌توان به تلماسه فرانک هربرت اشاره کرد.